# Magnolia

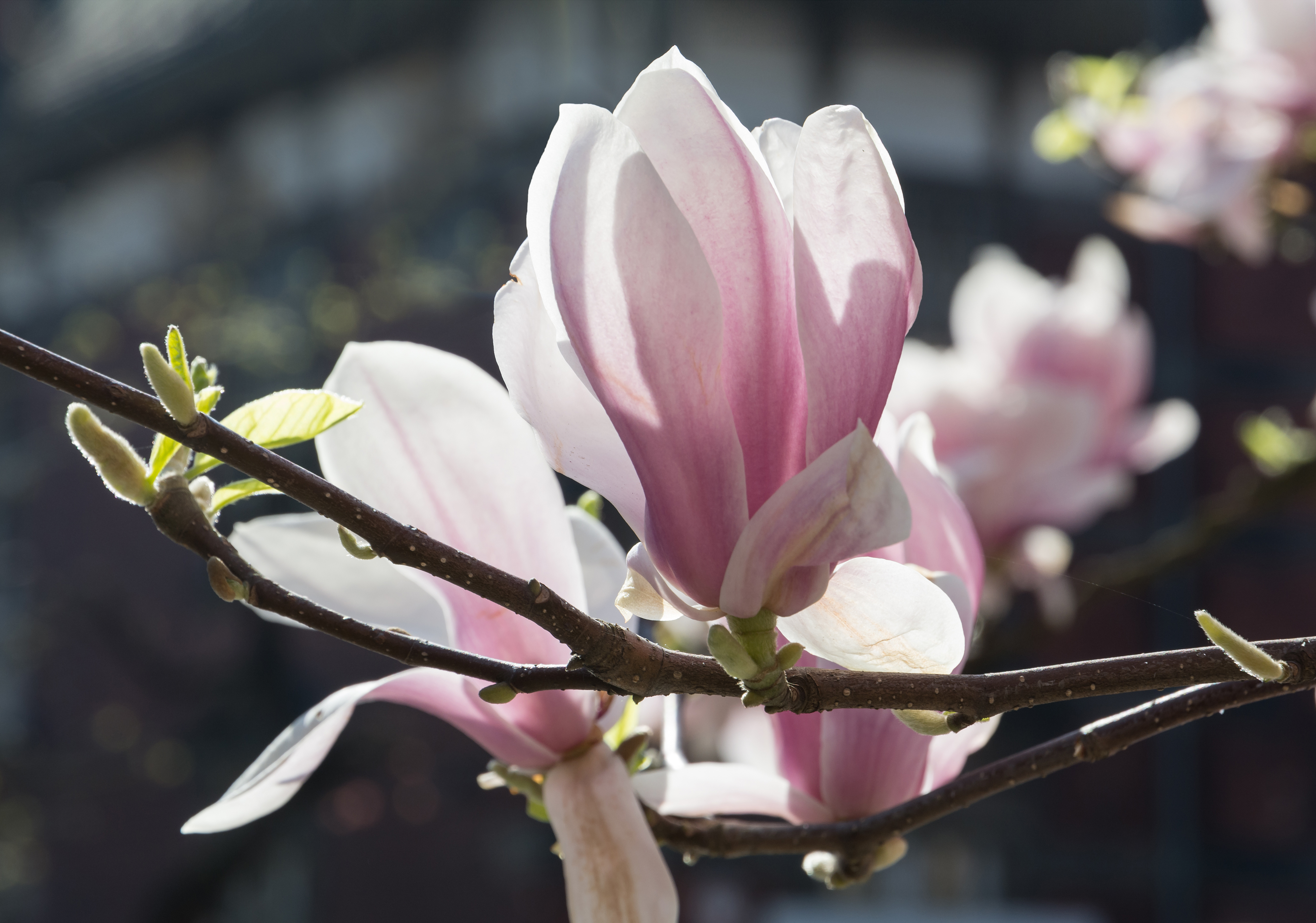
Kwiat magnolii pośredniej

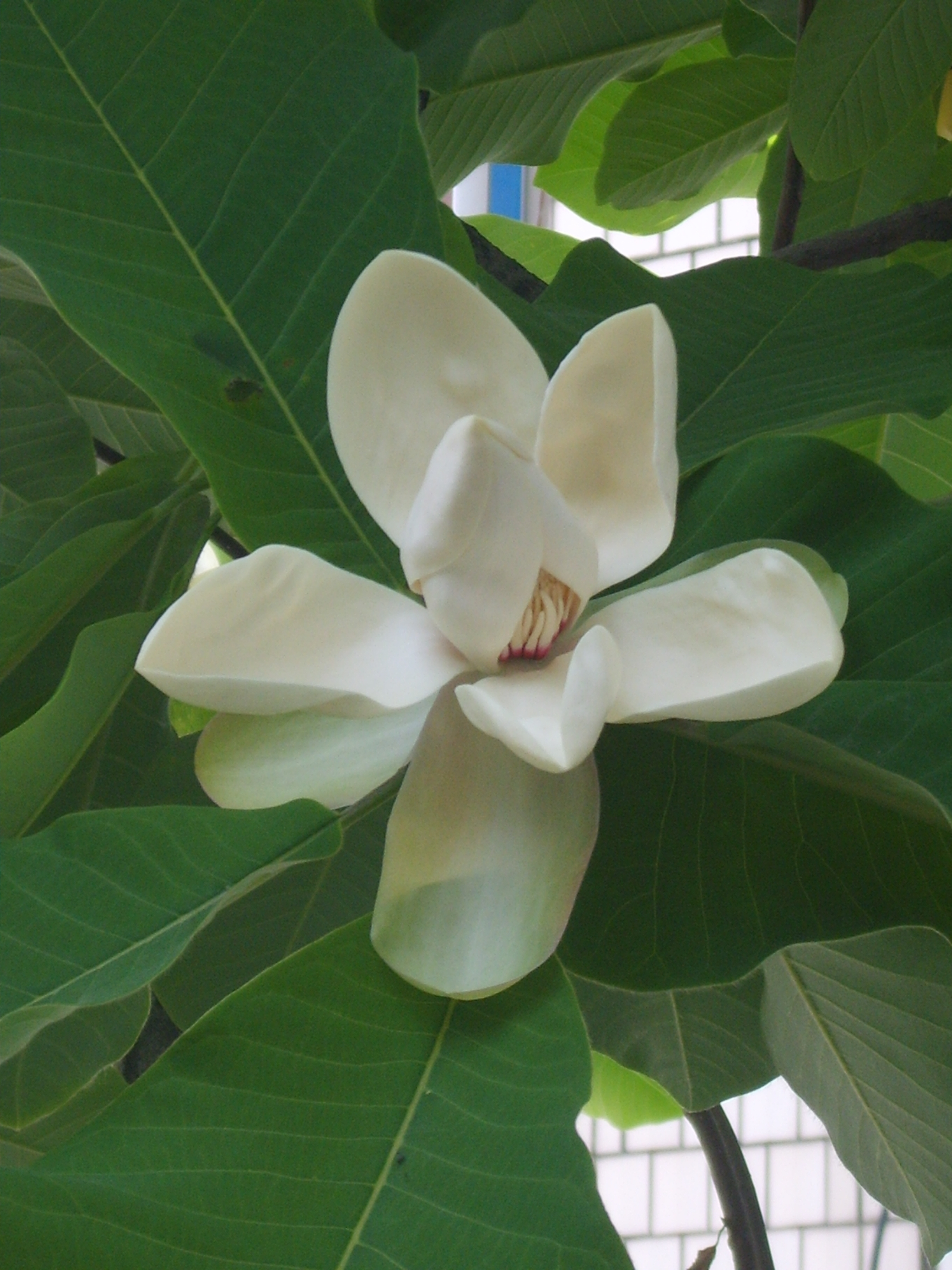
Kwiat magnolii szerokolistnej

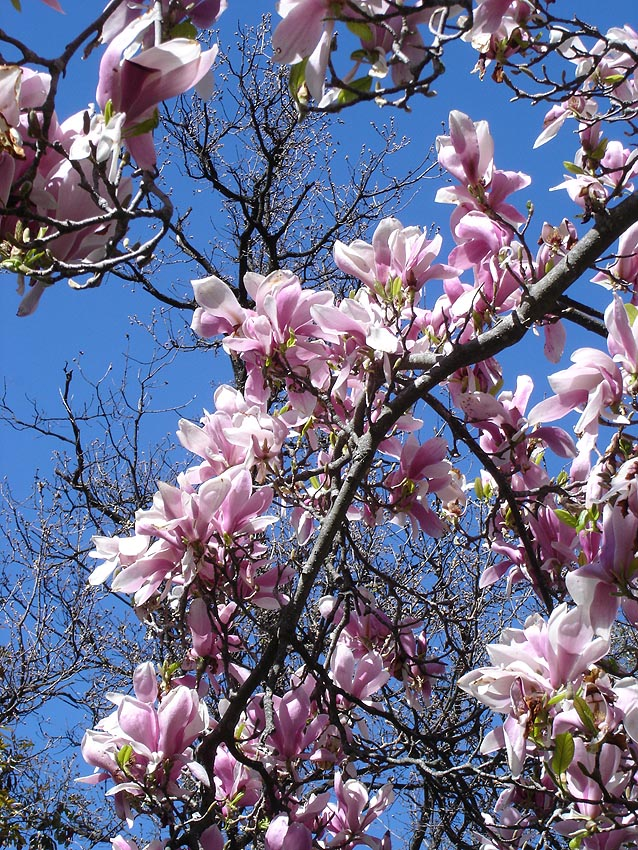
Kwitnąca magnolia pośrednia

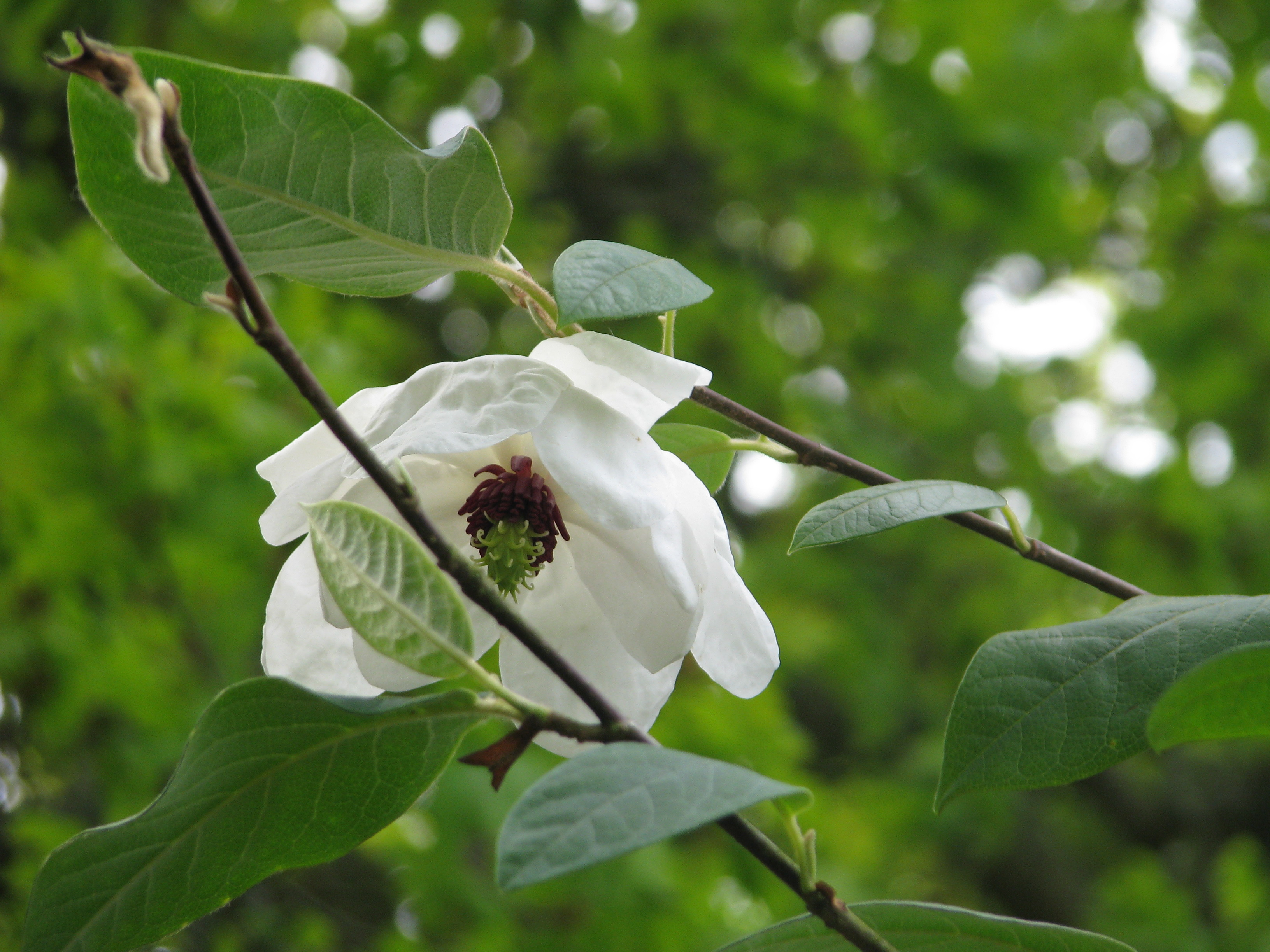
Zagrożona wyginięciem magnolia Wilsona

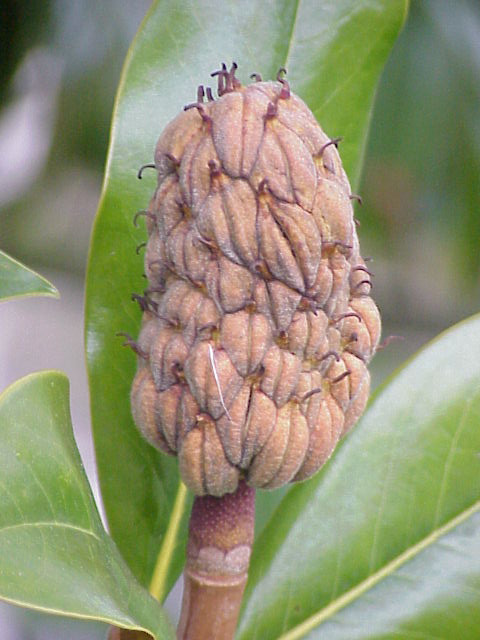
Owoc zbiorowy magnolii wielkokwiatowej

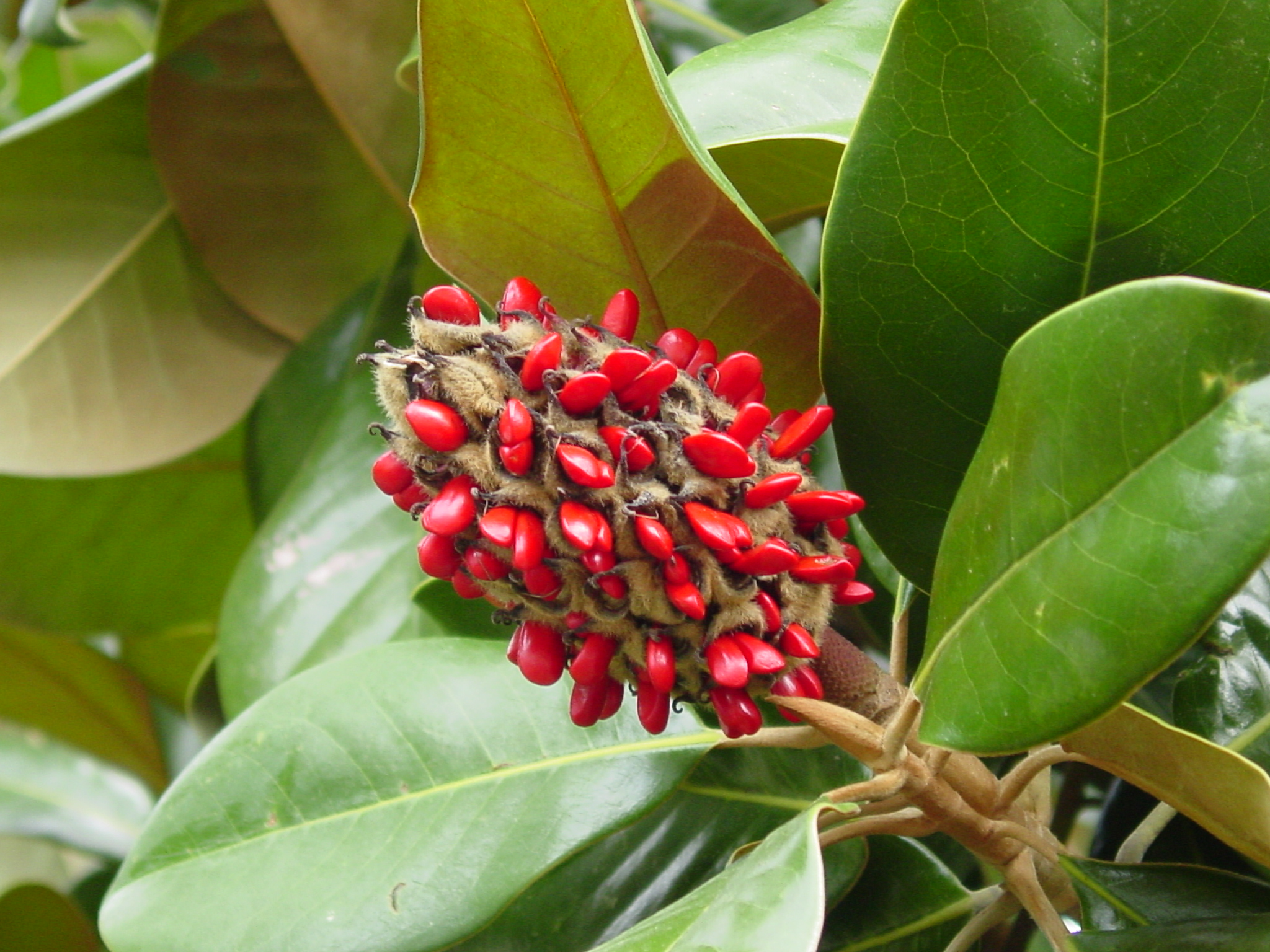
Nasiona magnolii wielkokwiatowej

Magnolia (Magnolia L.) – rodzaj drzew lub krzewów, należący do rodziny magnoliowatych (Magnoliaceae). W zależności od ujęcia zaliczane są tu wszystkie gatunki z rodziny poza tulipanowcami i wówczas wyróżnia się tu od ok. 220 do ok. 320 albo dzielone są one na kilkanaście rodzajów, z których do wąsko ujmowanego rodzaju Magnolia zaliczanych jest od ok. 20 do 120 gatunków. 
Magnolie rosną dziko w Azji Wschodniej oraz Ameryce Północnej (w szerokim ujęciu także w północnej części Ameryki Południowej). Poza naturalnym zasięgiem są często uprawiane jako rośliny ozdobne, w tym także w Polsce (ok. 25 gatunków jest mrozoodpornych w stopniu umożliwiającym uprawę w chłodnym klimacie umiarkowanym). Nazwa rodzaju Magnolia została nadana przez Charlesa Plumiera dla upamiętnienia francuskiego botanika Pierre'a Magnola.

## Morfologia
PokrójRóżnej wysokości drzewa, często niewielkie, dorastające do wysokości 5 m. Mają zwartą lub świetlistą koronę. Rozgałęziają się nisko nad ziemią. Pojedyncze duże pąki osadzone są na końcach pędów.
LiścieLiście pojedyncze, duże, błyszczące.
KwiatyZwykle efektowne, duże. Mają one barwę u różnych odmian od białej do czerwonej, poprzez różne odcienie różu, wyhodowano także odmiany o kwiatach żółtych. Okwiat składa się z dwóch okółków listków po 3–6. Mieszańce ogrodowe i niektóre gatunki kwitną bardzo obficie, a kwiaty rozwijają się wiosną, jeszcze przed pojawieniem się liści (kwiecień–maj). Czasami zdarza się, że jesienią zakwitają ponownie, choć już nie tak obficie. Szereg magnolii kwitnie latem już po rozwinięciu liści np. magnolia parasolowata, Siebolda i szerokolistna.
OwocOwoc zbiorowy składający się z mieszków.

## Systematyka
Pozycja według APweb (aktualizowany system APG IV z 2016)
Rodzaj wraz z całą rodziną magnoliowatych w ramach rzędu magnoliowców wchodzi w skład jednej ze starszych linii rozwojowych okrytonasiennych określanych jako klad magnoliowych.
Pozycja w systemie Reveala (1999)
Gromada okrytonasienne (Magnoliophyta Cronquist), podgromada Magnoliophytina Frohne & U. Jensen ex Reveal, klasa Magnoliopsida Brongn., podklasa Magnoliidae Novák ex Takht., nadrząd Magnolianae Takht., rząd magnoliowce (Magnoliales Bromhead), podrząd  Magnoliineae Engl., rodzina magnoliowate (Magnoliaceae Juss.), podrodzina Magnolioideae (Juss.) Arn., plemię Magnolieae DC., rodzaj magnolia (Magnolia L.).
Wykaz gatunków
- Magnolia acuminata  (L.) L. – magnolia drzewiasta
- Magnolia albosericea  Chun & C.H.Tsoong
- Magnolia allenii  Standl.
- Magnolia amazonica  (Ducke) Govaerts
- Magnolia amoena  W.C.Cheng
- Magnolia angatensis  Blanco
- Magnolia angustioblonga  (Y.W.Law & Y.F.Wu) Figlar
- Magnolia annamensis  Dandy
- Magnolia arcabucoana  (Lozano) Govaerts
- Magnolia argyrothricha  (Lozano) Govaerts
- Magnolia aromatica  (Dandy) V.S.Kumar
- Magnolia ashtonii  Dandy ex Noot.
- Magnolia baillonii  Pierre
- Magnolia balansae  A.DC.
- Magnolia banghamii  (Noot.) Figlar & Noot.
- Magnolia bankardiorum  M.O.Dillon & Sánchez Vega
- Magnolia bawangensis  Y.W.Law, R.Z.Zhou & D.M.Liu
- Magnolia betongensis  (Craib) H.Keng
- Magnolia bintuluensis  (A.Agostini) Noot.
- Magnolia biondii  Pamp.
- Magnolia blaoensis  (Gagnep.) Dandy
- Magnolia boliviana  (M.Nee) Govaerts
- Magnolia borneensis  Noot.
- Magnolia braianensis  (Gagnep.) Figlar
- Magnolia × brooklynensis  Kalmb.  – magnolia brooklińska
- Magnolia calimaensis  (Lozano) Govaerts
- Magnolia calophylla  (Lozano) Govaerts
- Magnolia calophylloides  Figlar & Noot.
- Magnolia campbellii  Hook.f. & Thomson
- Magnolia cararensis  (Lozano) Govaerts
- Magnolia caricifragrans  (Lozano) Govaerts
- Magnolia carsonii  Dandy ex Noot.
- Magnolia cathcartii  (Hook.f. & Thomson) Noot.
- Magnolia cavaleriei  (Finet & Gagnep.) Figlar
- Magnolia caveana  (Hook.f. & Thomson) D.C.S.Raju & M.P.Nayar
- Magnolia cespedesii  (Triana & Planch.) Govaerts
- Magnolia champaca  (L.) Baill. ex Pierre
- Magnolia championii  Benth.
- Magnolia changhungtana  Noot.
- Magnolia chapensis  (Dandy) Sima
- Magnolia chevalieri  (Dandy) V.S.Kumar
- Magnolia chimantensis  Steyerm. & Maguire
- Magnolia chocoensis  (Lozano) Govaerts
- Magnolia citrata  Noot. & Chalermglin
- Magnolia clemensiorum  Dandy
- Magnolia coco  (Lour.) DC.
- Magnolia colombiana  (Little) Govaerts
- Magnolia compressa  Maxim.
- Magnolia conifera  (Dandy) V.S.Kumar
- Magnolia coriacea  (Hung T.Chang & B.L.Chen) Figlar
- Magnolia coronata  M.Serna, C.Velásquez & Cogollo
- Magnolia crassipes  (Y.W.Law) V.S.Kumar
- Magnolia cristalensis  Bisse
- Magnolia cubensis  Urb.
- Magnolia cylindrica  E.H.Wilson – magnolia walcowata
- Magnolia dandyi  Gagnep.
- Magnolia dawsoniana  Rehder & E.H.Wilson
- Magnolia decidua  (Q.Y.Zheng) V.S.Kumar
- Magnolia delavayi  Franch.
- Magnolia denudata  Desr. – magnolia naga
- Magnolia dixonii  (Little) Govaerts
- Magnolia dodecapetala  (Lam.) Govaerts
- Magnolia doltsopa  (Buch.-Ham. ex DC.) Figlar
- Magnolia domingensis  Urb.
- Magnolia duclouxii  (Finet & Gagnep.) Hu
- Magnolia duperreana  Pierre
- Magnolia ekmanii  Urb.
- Magnolia elegans  (Blume) H.Keng
- Magnolia × elegantifolia  Noot.
- Magnolia elliptigemmata  C.L.Guo & L.L.Huang
- Magnolia emarginata  Urb. & Ekman
- Magnolia ernestii  Figlar
- Magnolia espinalii  (Lozano) Govaerts
- Magnolia figlarii  V.S.Kumar
- Magnolia figo  (Lour.) DC.
- Magnolia fistulosa  (Finet & Gagnep.) Dandy
- Magnolia flaviflora  (Y.W.Law & Y.F.Wu) Figlar
- Magnolia floribunda  (Finet & Gagnep.) Figlar
- Magnolia fordiana  (Oliv.) Hu
- Magnolia foveolata  (Merr. ex Dandy) Figlar
- Magnolia fraseri  Walter – magnolia Frasera, m. górska
- Magnolia fujianensis  (Q.F.Zheng) Figlar
- Magnolia fulva  (Hung T.Chang & B.L.Chen) Figlar
- Magnolia garrettii  (Craib) V.S.Kumar
- Magnolia georgii  (Lozano) Govaerts
- Magnolia gigantifolia  (Miq.) Noot.
- Magnolia gilbertoi  (Lozano) Govaerts
- Magnolia globosa  Hook.f. & Thomson
- Magnolia gloriensis  (Pittier) Govaerts
- Magnolia grandiflora  L. – magnolia wielkokwiatowa
- Magnolia grandis  (Hu & W.C.Cheng) V.S.Kumar
- Magnolia griffithii  Hook.f. & Thomson
- Magnolia guangdongensis  (Y.H.Yan, Q.W.Zeng & F.W.Xing) Noot.
- Magnolia guangxiensis  (Y.W.Law & R.Z.Zhou) Sima
- Magnolia guatapensis  (Lozano) Govaerts
- Magnolia guatemalensis  Donn.Sm.
- Magnolia guerrerensis  J.Jiménez Ram., K.Vega & Cruz Durán
- Magnolia gustavii  King
- Magnolia hamorii  Howard
- Magnolia henaoi  (Lozano) Govaerts
- Magnolia henryi  Dunn
- Magnolia hernandezii  (Lozano) Govaerts
- Magnolia hodgsonii  (Hook.f. & Thomson) H.Keng
- Magnolia hongheensis  (Y.M.Shui & W.H.Chen) V.S.Kumar
- Magnolia hookeri  (Cubitt & W.W.Sm.) D.C.S.Raju & M.P.Nayar
- Magnolia hypolampra  (Dandy) Figlar
- Magnolia iltisiana  Vazquez
- Magnolia insignis  Wall.
- Magnolia irwiniana  (Lozano) Govaerts
- Magnolia iteophylla  (C.Y.Wu ex Y.W.Law & Y.F.Wu) Noot.
- Magnolia jardinensis  M.Serna, C.Velásquez & Cogollo
- Magnolia × jigongshanensis   T.B.Chao, D.L.Fu & W.B.Sun
- Magnolia kachirachirai  (Kaneh. & Yamam.) Dandy
- Magnolia katiorum  (Lozano) Govaerts
- Magnolia kingii  (Dandy) Figlar
- Magnolia kisopa  (Buch.-Ham. ex DC.) Figlar
- Magnolia kobus  DC. – magnolia japońska
- Magnolia koordersiana  (Noot.) Figlar
- Magnolia krusei  J.Jiménez Ram. & Cruz Durán
- Magnolia kwangsiensis  Figlar & Noot.
- Magnolia kwangtungensis  Merr.
- Magnolia lacei  (W.W.Sm.) Figlar
- Magnolia laevifolia  (Y.W.Law & Y.F.Wu) Noot.
- Magnolia lanuginosa  (Wall.) Figlar & Noot.
- Magnolia lanuginosoides  Figlar & Noot.
- Magnolia lasia  Noot.
- Magnolia lenticellata  (Lozano) Govaerts
- Magnolia leveilleana  (Dandy) Figlar
- Magnolia liliifera  (L.) Baill.
- Magnolia liliiflora  Desr. – magnolia purpurowa
- Magnolia × loebneri  Kache  – magnolia Loebnera
- Magnolia longipedunculata  (Q.W.Zeng & Y.W.Law) V.S.Kumar
- Magnolia lotungensis  Chun & C.H.Tsoong
- Magnolia lucida  (B.L.Chen & S.C.Yang) V.S.Kumar
- Magnolia macclurei  (Dandy) Figlar
- Magnolia macklottii  (Korth.) Dandy
- Magnolia macrophylla  Michx. – magnolia wielkolistna
- Magnolia magnifolia  (Lozano) Govaerts
- Magnolia mahechae  (Lozano) Govaerts
- Magnolia mannii  (King) Figlar
- Magnolia mariusjacobsia  Noot.
- Magnolia martini  H.Lév.
- Magnolia masticata  (Dandy) Figlar
- Magnolia maudiae  (Dunn) Figlar
- Magnolia mediocris  (Dandy) Figlar
- Magnolia mexicana  DC.
- Magnolia minor  (Urb.) Govaerts
- Magnolia × mirifolia  (D.L.Fu, T.B.Chao & Zhi X.Chen) Noot.
- Magnolia montana  (Blume) Figlar
- Magnolia morii  (Lozano) Govaerts
- Magnolia × multiflora  M.C.Wang & C.L.Min
- Magnolia nana  Dandy
- Magnolia narinensis  (Lozano) Govaerts
- Magnolia neillii  (Lozano) Govaerts
- Magnolia nilagirica  (Zenker) Figlar
- Magnolia nitida  W.W.Sm.
- Magnolia oblonga  (Wall. ex Hook.f. & Thomson) Figlar
- Magnolia obovalifolia  (C.Y.Wu & Y.W.Law) V.S.Kumar
- Magnolia obovata  Thunb. – magnolia szerokolistna
- Magnolia odora  (Chun) Figlar & Noot.
- Magnolia odoratissima  Y.W.Law & R.Z.Zhou
- Magnolia officinalis  Rehder & E.H.Wilson – magnolia lekarska
- Magnolia omeiensis  (W.C.Cheng) Dandy
- Magnolia opipara  (Hung T.Chang & B.L.Chen) Sima
- Magnolia ovata  (A.St.-Hil.) Spreng.
- Magnolia ovoidea  (Hung T.Chang & B.L.Chen) V.S.Kumar
- Magnolia pacifica  Vazquez
- Magnolia pahangensis  Noot.
- Magnolia pallescens  Urb. & Ekman
- Magnolia panamensis  H.H.Iltis & Vazquez
- Magnolia patungensis  (Hu) Noot.
- Magnolia pealiana  King
- Magnolia persuaveolens  Dandy
- Magnolia philippinensis  P.Parm.
- Magnolia platyphylla  (Merr.) Figlar & Noot.
- Magnolia pleiocarpa  (Dandy) Figlar & Noot.
- Magnolia poasana  (Pittier) Dandy
- Magnolia polyhypsophylla  (Lozano) Govaerts
- Magnolia portoricensis  Bello
- Magnolia praecalva  (Dandy) Figlar & Noot.
- Magnolia × proctoriana  Rehder
- Magnolia ptaritepuiana  Steyerm.
- Magnolia pterocarpa  Roxb.
- Magnolia pubescens  (Merr.) Figlar & Noot.
- Magnolia pugana  (H.H.Iltis & Vazquez) A.Vazquez & Carvajal
- Magnolia punduana  (Hook.f. & Thomson) Figlar
- Magnolia rabaniana  (Hook.f. & Thomson) D.C.S.Raju & M.P.Nayar
- Magnolia rajaniana  (Craib) Figlar
- Magnolia rimachii  (Lozano) Govaerts
- Magnolia rostrata  W.W.Sm.
- Magnolia rufibarbata  (Dandy) V.S.Kumar
- Magnolia sabahensis  (Dandy ex Noot.) Figlar & Noot.
- Magnolia salicifolia  (Siebold & Zucc.) Maxim. – magnolia wierzbolistna
- Magnolia sambuensis  (Pittier) Govaerts
- Magnolia santanderiana  (Lozano) Govaerts
- Magnolia sapaensis  (N.H.Xia & Q.N.Vu) Grimshaw & Macer
- Magnolia sarawakensis  (A.Agostini) Noot.
- Magnolia sargentiana  Rehder & E.H.Wilson
- Magnolia schiedeana  Schltl.
- Magnolia scortechinii  (King) Figlar & Noot.
- Magnolia sellowiana  (A.St.-Hil.) Govaerts
- Magnolia sharpii  V.V.Miranda
- Magnolia shiluensis  (Chun & Y.F.Wu) Figlar
- Magnolia siamensis  (Dandy) H.Keng
- Magnolia sieboldii  K.Koch – magnolia Siebolda
- Magnolia silvioi  (Lozano) Govaerts
- Magnolia singapurensis  (Ridl.) H.Keng
- Magnolia sinica  (Y.W.Law) Noot.
- Magnolia sirindhorniae  Noot. & Chalermglin
- Magnolia sororum  Seibert
- Magnolia × soulangeana  Soul.-Bod. – magnolia pośrednia, m. Soulange’a
- Magnolia sphaerantha  (C.Y.Wu ex Y.W.Law & Y.F.Wu) Sima
- Magnolia splendens  Urb.
- Magnolia sprengeri  Pamp.
- Magnolia stellata  (Siebold & Zucc.) Maxim. – magnolia gwiaździsta
- Magnolia striatifolia  Little
- Magnolia sumatrae  (Dandy) Figlar & Noot.
- Magnolia sumatrana  (Miq.) Figlar & Noot.
- Magnolia tamaulipana  Vazquez
- Magnolia thailandica  Noot. & Chalermglin
- Magnolia tripetala  (L.) L. – magnolia parasolowata
- Magnolia tsiampacca  (L.) Figlar & Noot.
- Magnolia urraoensis  (Lozano) Govaerts
- Magnolia utilis  (Dandy) V.S.Kumar
- Magnolia vazquezii  Cruz Durán & K.Vega
- Magnolia venezuelensis  (Lozano) Govaerts
- Magnolia ventii  (N.V.Tiep) V.S.Kumar
- Magnolia villosa  (Miq.) H.Keng
- Magnolia virginiana  L. – magnolia wirginijska
- Magnolia viridula  (D.L. Fu, T.B. Zhao & G.H. Tian) Noot.
- Magnolia virolinensis  (Lozano) Govaerts
- Magnolia vrieseana  (Miq.) Baill. ex Pierre
- Magnolia wilsonii  (Finet & Gagnep.) Rehder – magnolia Wilsona
- Magnolia wolfii  (Lozano) Govaerts
- Magnolia × wugangensis  T.B.Zhao, W.B.Sun & Zhi X.Chen
- Magnolia xanthantha  (C.Y.Wu ex Y.W.Law & Y.F.Wu) Figlar
- Magnolia xiana  Noot.
- Magnolia xinganensis  Noot.
- Magnolia yarumalensis  (Lozano) Govaerts
- Magnolia yoroconte  Dandy
- Magnolia yunnanensis  (Hu) Noot.
- Magnolia yuyuanensis  (Y.W.Law) V.S.Kumar
- Magnolia zenii  W.C.Cheng
- Magnolia zhengyiana  (N.H.Xia) Noot.

## Zagrożenia
W przygotowanej przez organizację IUCN Czerwonej księdze gatunków zagrożonych opracowano blisko 60 gatunków z rodzaju Magnolia z których 51 uznano za w różnym stopniu zagrożone wyginięciem w skali świata. Według kategorii zagrożenia są to:
- krytycznie zagrożone wyginięciem (CR, 9 gatunków) – M. cespedesii, M. espinalii, M. guatapensis, M. mahechae, M. omeiensis, M. sinica, M. wolfii, M. yarumalensis, M. zenni[12].
- zagrożone wyginięciem (EN, 24 gatunki) – M. calimaensis, M. cararensis, M. caricifragans, M. coriacea, M. delavayi, M. dixonii, M. ernestii, M. georgii, M. gilbertoi, M. henaoi, M. hernandezii, M. kachirachirai, M. katiorum, M. narinensis, M. minor, M. ovoidea, M. panamensis, M. phanerophlebia, M. polyhypsopylla, M. santanderiana, M. sargentiana, M. schiedeana, M. wilsonii, M. xanthantha[12].
- narażone na wyginięcie (VU, 18 gatunków) – M. amoena, M. aromatica, M. boliviana, M. calophylla, M. colombiana, M. cylindrica, M. grandis, M. gustavii, M. hypolampra, M. iltisiana, M. lenticellatum, M. nitida, M. punduana, M. rostrata, M. sambuensis, M. urraoensis, M. virolinensis, M. yoroconte[12].

Ponadto na wspomnianej liście trzy gatunki – M. lotungensis, M. odor i M. officinalis sklasyfikowano jako bliskie zagrożenia (kategoria NT), natomiast trzy kolejne taksony – M. singapurensis, M. liliifera i M. praecalva uznano za gatunki najniższej troski (kategoria LC). Dla dwóch z opracowywanych gatunków nie udało się sprecyzować stopnia zagrożenia z powodu niewystarczającej obecnie ilości danych na ich temat (kategoria DD). Są to M. griffithii i M. henryi.

## Zastosowanie
Jako roślina ozdobna. Ze względu na okazałe kwiaty są sadzone w parkach, ogrodach botanicznych i ogródkach przydomowych.
- Sposób uprawy: Sadzi się je w dole wypełnionym przygotowaną wcześniej żyzną ziemią zmieszaną z obornikiem lub torfem. Po zasadzeniu roślinę podlewa się, a glebę wokół ściółkuje korą lub torfem. Pomoże to utrzymać właściwą wilgotność gleby oraz uchroni korzenie przed przemarznięciem. Magnolie mają kruche korzenie i bardzo źle znoszą przesadzanie. Od marca do początku lipca nawozi się kilka razy niewielką ilością nawozów mineralnych wieloskładnikowych lub jednorazowo nawozem o przedłużonym działaniu. Przed zimą wokół młodych sadzonek dobrze jest obsypać kopczyk z trocin lub kory, a całą sadzonkę okryć jutowym workiem lub słomą. U starszych roślin nie jest to konieczne. Magnolii nie przycina się.
- Wymagania : Magnolie najlepiej rosną w miejscach zasłoniętych od wiatru, na stanowiskach słonecznych lub półcienistych. Większość gatunków potrzebuje głębokiej i żyznej gleby, o odczynie lekko kwaśnym. Młode rośliny są wrażliwe na silne mrozy, starsze drzewa są odporne na mróz. Jednak przy silnych mrozach u niektórych gatunków i odmian przemarzają pąki kwiatowe.

Jako środek leczniczy. Kora i pączki magnolii wielkokwiatowej, japońskiej, nagiej i lekarskiej mają własności lecznicze.
Jako przyprawa. Marynowane płatki kwiatowe magnolii nagiej oraz sproszkowane liście magnolii japońskiej są używane na Dalekim Wschodzie do przyprawiania ryżu

## Szkodniki, choroby i ich zwalczanie
Magnolie rzadko atakowane są przez choroby i szkodniki. Przy podlewaniu magnolii nie wolno zwilżać wodą liści, gdyż sprzyja to szerzeniu się chorób bakteryjnych i grzybowych.
- Przędziorki. Objawy: rozjaśnienia blaszki liściowej, na spodniej stronie bardzo drobne (0,2 mm) pajęczaki i delikatna pajęczynka. Zwalczanie: przy dużej ilości szkodnika opryskiwanie środkami przędziorkobójczymi.
- Mszyce. Atakują głównie wierzchołki pędów i młode liście. Rośliny słabo rosną, a zaatakowane miejsca pokryte są ogromną ilością mszyc i lepką wydzieliną. Zwalcza się je opryskiwaniem preparatami mszycobójczymi.
- Choroby bakteryjne. Objawy: drobne, czarne plamki na liściach, wokół których liście żółkną i deformują się. Przyczyną jest bakteria Pseudomonas syringae. Zarażone pędy czernieją i obumierają. Zarażone pędy usunąć i spalić, a całą roślinę opryskiwać kilka razy preparatem Miedzian 50WP.
- Choroby grzybowe. Rzadko atakują magnolię. Można je rozpoznać po plamach, deformacjach i przebarwieniach liści oraz skupiskach grzybni na liściach. Zwalcza się kilkukrotnym opryskiwaniem środkami grzybobójczymi. Aby zapobiec szerzeniu się chorób grzybowych należy jesienią zgrabić i spalić liście spod magnolii.
- Myszy i norniki. Mogą obgryzać korę wokół nasady pnia. Rany trzeba zamalować maścią sadowniczą lub farbą emulsyjną z dodatkiem Topsinu lub Benlate. Szkodniki zwalczać za pomocą środków chemicznych lub odstraszać.

## Znaczenie w kulturze, tradycji i symbolice
- W Korei Północnej jest traktowana jako kwiat narodowy, z godnością należną fladze, godłu i hymnowi oraz często wykorzystywana w propagandzie wizualnej.
- W Chinach kwiaty magnolii uważane są za symbol czystości i szczerości.
- W Cieszynie jest szlak turystyczny "Cieszyński Szlak Kwitnących Magnolii" z 11 przystankami przy magnoliach sprowadzonych do miasta na przełomie XVIII i XIX wieku przez ks. Leopolda Szersznika[14][15]